# Cobleskill
Cobleskill es un pueblo ubicado en el Condado de Schoharie en el estado estadounidense de Nueva York. En el año 2000 tenía una población de 6,407 habitantes y una densidad poblacional de 81 personas por km².

## Geografía
Cobleskill se encuentra ubicado en las coordenadas 42°40′49″N 74°25′03″O / 42.68028, -74.41750.

## Demografía
Según la Oficina del Censo en 2000 los ingresos medios por hogar en la localidad eran de $32,764, y los ingresos medios por familia eran $46,875. Los hombres tenían unos ingresos medios de $32,708 frente a los $24,864 para las mujeres. La renta per cápita para la localidad era de $17,246. Alrededor del 15.3% de la población estaban por debajo del umbral de pobreza.